# Archytas travassosi
Archytas travassosi là một loài ruồi trong họ Tachinidae.